# Czarna Cerkiewna
Czarna Cerkiewna [ˈt͡ʂarna t͡sɛrˈkʲɛvna] est un village polonais de la gmina de Grodzisk dans le powiat de Siemiatycze et dans la voïvodie de Podlachie. Il se situe à environ 6 kilomètres au nord-est de Grodzisk, à 22 kilomètres au nord de Siemiatycze et à 61 kilomètres au sud-ouest de Bialystok.

## Culture
- Eglise paroissiale de Notre-Dame des Soins : Eriger entre 1900-1901, dans un style Russo-Byzantin, elle possède des Iconostase de 1901[1].